# Britain First
Britain First es una organización política conservadora británica, formada en 2011 por antiguos miembros del Partido Nacional Británico (BNP). Fue fundado por Jim Dowson, un activista contra el aborto. El líder de la organización es el exconcejal del BNP Paul Golding, y su adjunta es Jayda Fransen.
Britain First se opone a la inmigración, a la que acusa de islamizar el Reino Unido, y aboga por la preservación de las tradiciones. Ha llevado a cabo acciones violentas en mezquitas, por medio de sus "patrullas cristianas", y sus miembros son activos también a través de internet.
Britain First se ha presentado a elecciones a la Cámara de los Comunes, al Parlamento Europeo y la alcaldía de Londres, sin éxito. En noviembre de 2017, fue excluido por ley la Comisión Electoral.